# 喜多川美佳
喜多川 美佳（きたがわ みか、1948年10月28日 - ）は、日本の女優である。
本名：大野 照代（おおの てるよ）。旧芸名：北川 美佳（きたがわ みか）。
かつて俳優・三船敏郎との内縁関係にあり、三船との子は女優・タレントの三船美佳。

## 人物
1948年、東京都品川区生まれ。父親は、喜多川が生後4ヶ月の時に死去。3人兄妹（10歳上と9歳上の兄）。品川区立芳水小学校在学時よりバレリーナを目指し、品川区立大崎中学校では陸上部に所属。帝京女子高等学校に進学後はダンス部に所属。のちに主将を務める。3年生だった1966年10月に先輩が内緒で『東宝ニューフェイス』試験に応募、だが将来はバレリーナになるため女優になるつもりはなく二次試験をすっぽかす、しかし何故かその書類がCMモデル・オーディションに回り、度胸試しで受け合格、学校には内緒でCMタレントとして活動を始める。1967年9月にユナイト映画で募集したミス007に選ばれ、西ドイツへ招待された。その後北川 美佳の芸名で、テレビドラマ 『平四郎危機一発』に出演。
1969年、三船プロダクション製作の映画 『赤毛』に初出演した。以後、映画、テレビドラマ等に出演。
1982年9月に三船敏郎との間に三船美佳を出産。三船は62歳、喜多川は34歳だった。芸名と同じ『美佳』と名付けた。三船は既婚者であり内縁関係、愛人であった。1997年に三船敏郎の死去まで認知されなかったが、遺言により認知された。
娘・美佳は16歳の誕生日に24歳年上の高橋ジョージと結婚（2016年離婚）。喜多川は娘夫婦と暮らしていた。高橋ジョージとは10歳差である。
1999年、28年ぶりに映画 『ラッキーロードストーン』（監督は娘婿・高橋ジョージ）に出演した。
2018年8月16日放送の日本テレビ『ダウンタウンDX』親子ゲスト企画で娘・美佳と出演し、親子そろっての初めてのテレビ出演を果たした。

## 出演作品

### テレビドラマ
- 平四郎危機一発 第15話（1967年、TBS）
- お庭番　第13話～第16話「鎖」（1968年、NTV）
- 37階の男 第8話「素晴らしい愚かな女」（1968年、NTV）
- 三匹の侍 第6シリーズ 第6話「地獄を見た」（1968年、CX） - お初
- 五人の野武士 第9話「忍法・忍び返し」（1968年、NTV） - さおり姫
- 東京バイパス指令 第26話「ハイエナ」（1969年、NTV）
- 見合い恋愛（1969年、NTV）
- 新平四郎危機一発 第19話「地獄への逃亡」（1969年、TBS）
- 水戸黄門（TBS）
  - 第2部
    - 第2話「暗殺 -郡山-」（1970年） - 小夜
    - 第30話「隠密兄妹 -佐賀-」（1971年） - お幾

  - 第3部
    - 第16話「あほんだら兄ちゃん -河内-」（1972年） - お久
    - 第26話「肥後の競い馬 -熊本-」（1972年）

  - 第4部 第32話「からくり異聞 -宇都宮-」（1973年） - おみつ
  - 第10部 第17話「御老公を暗殺せよ!! -彦根-」（1979年） - 梢
- 大忠臣蔵（1971年1月～12月、NET） - 小雪
- 浮世絵 女ねずみ小僧 （CX）
  - 第1シリーズ 第3話「暗闇に消えた女」（1971年）
  - 第2シリーズ 第20話「鬼火が呼んでる鈴ヶ森」（1972年）
- 大岡越前（TBS）
  - 第1部 第16話「義賊木鼠小僧」（1970年） - おみよ  ※北川美佳名義
  - 第2部 第10話「下手人は火あぶり」（1971年） - 志乃  ※北川美佳名義
  - 第4部
    - 第6話「黒い影」（1974年） - 兵頭奈津
    - 第25話「天下を裁く名奉行」（1975年） - お照
- 大河ドラマ （NHK）
  - 新・平家物語（1972年） - 右京ノ太夫
  - 国盗り物語（1973年）
- 木枯し紋次郎 第1シーズン 第4話「女人講の闇を裂く」（1972年、CX） - お里
- 新・木枯し紋次郎 第1話「霧雨に二度哭いた」（1977年、東京12チャンネル（現・テレビ東京） / C.A.L） - お政
- 荒野の素浪人 （NET / 三船プロ）  
  - 第9話「脱出 死を呼ぶ谷」（1972年）
  - 第37話「爆砕 火薬樽の丘」（1972年）
  - 第54話「銃撃 地獄の用心棒」（1973年） - おふく
- 特別機動捜査隊 第558話「野獣の棲む街」（1972年、NET）
- プレイガールシリーズ （12ch / 東映）
  - プレイガール
    - 第178話「怪談 情炎幽鬼の館」（1972年） - 麟子
    - 第262話「金があれば年の差なんて!」（1974年） - 塩沢みどり・八重※二役

  - プレイガールQ
    - 第41話「放送300回記念・東京エマニエル夫人」（1975年） - 海堂夫人（ノンクレジット）
    - 第50話「女の魔性は花ひらく」（1975年） - 伊沢保子
    - 第54話「男の弱みに強い女」（1975年） - 水島夕子
- キイハンター 第254話「それ行け!新婚珍道中」（1973年、TBS）
- 荒野の用心棒 第26話「火薬輸送に兇弾が炸裂して…」（1973年、NET） - 美恵
- ねずみ小僧次郎吉（1973年3月15日、NET）
- アイフル大作戦 （TBS）
  - 第24話「霊柩車たくさん呼ンドイデ」（1973年）
  - 第32話「ドヒャーッ! 仕掛けて仕損じなし」（1973年）
- 走れ!ケー100 第35話「名産はカマ焼きの壷? -金沢の巻-」（1973年、TBS） - サナエ
- 銭形平次 第409話「江戸と田舎の若旦那」（1974年、CX /東映） - おのぶ
- 大江戸捜査網（12ch / 三船プロ）
  - 第136話「殺しを呼んだ御用金」（1974年）
  - 第189話「囚人護送の罠」（1975年）
  - 第199話「傷だらけの復讐」（1975年） - おしん
  - 第214話「闇に泣く人肌観音」（1975年） - おとせ（お政）
  - 第264話「囚人強奪の謎」（1976年） - 小染
  - 第297話「危うし! 隠密同心」（1977年） - 鈴駒（片桐妙）
  - 第315話「明日なき殺しの報酬」（1977年） - ちえ
  - 第347話「海女が秘めた海底の罠」（1978年） - おしゅん
  - 第394話「暴れ十手捨て身の恩返し」（1979年） - 浅野登勢
- 伝七捕物帳 （NTV）
  - 第16話「炎のなかの兄弟」（1974年） - お秋
  - 第108話「行くも戻るも地獄道」（1976年） - しの
- バーディー大作戦（TBS）
  - 第4話「シャレコウベは女の顔!」（1974年）
  - 第28話「おんな死刑執行人」（1974年） - みゆき
  - 第35話「1975白銀に舞う大アクション!」（1975年） - 早坂朝子
  - 第47話「私の葬式100万$」（1975年） - 立花千鶴子
- 必殺シリーズ （ABC）
  - 必殺必中仕事屋稼業 第11話「表を裏で勝負」（1975年） - つや
  - 必殺仕事人 第18話「武器なしであの花魁を殺れるのか?」（1979年） - あづまぢ太夫
- TOKYO DETECTIVE 二人の事件簿（1975年、ABC）
- 非情のライセンス（NET）
  - 第2シリーズ 第34話「兇悪の白い肌」（1975年）
  - 第2シリーズ 第87話「兇悪の弾痕」（1976年）
- 破れ傘刀舟 悪人狩り 第116話「炎のきずあと」（1976年、NET） - お市
- Gメン'75 第108話 「ヌードモデル殺人事件」（1976年）−吉田とし子
- 土曜ワイド劇場 / さそり座の女（1978年、ANB）
- 江戸の旋風III 第4話「捕物の神様」（1977年、CX）
- 斬り捨て御免!（12ch）
  - 第1シリーズ 第5話「命を賭けた母子星」（1980年） - おきく
  - 第2シリーズ 第17話「三々九度殺しの盃」（1981年） - おはん
- 新・江戸の旋風 第16話「殺しを見たこねずみ」（1980年、CX） - おその
- 吉宗評判記 暴れん坊将軍 第140話「天下御免のあばれ槍」（1980年、ANB・東映） - 紀久
- 将軍 SHŌGUN（1981年、ANB） - 菊

### 映画
- 赤毛（1969年） - 女郎B 役
- 新選組（1969年） - 香織 役
- 野獣の復活（1969年） - エミ 役
- 待ち伏せ（1970年） - お雪 役
- 日本やくざ伝 総長への道（1971年） - 秋江 役
- ラッキーロードストーン（1999年） - 恵子 役

## 脚註
1. ↑  以上は近代映画　近代映画社　1970年7月号　146-149頁。